# Třída Flower (1915)
Třída Flower byla lodní třída britských šalup z období první světové války. Jednalo se o početnou rodinu válečných lodí dělící se do celkem pěti podtříd (třída Acacia, třída Azalea, třída Arabis, třída Aubretia a třída Anchusa). První tři skupiny (80 ks) byly primárně koncipovány jako minolovky, ale během války byly převedeny k doprovodu konvojů. Zbylé dvě třídy (40 ks) představovaly tzv. Q-lodě, ozbrojené plovoucí pasti na německé ponorky mající vzhled obchodních lodí. Celkem tedy bylo postaveno 120 šalup této třídy.
Za první světové války plavidla provozovala námořnictva Velké Británie a Francie. Ve válce jich bylo 18 potopeno, přičemž další dvě byly potopeny během britské intervence do ruské občanské války. Po válce několik kusů získalo Belgie, Dánsko, Egypt a Portugalsko.

## Stavba

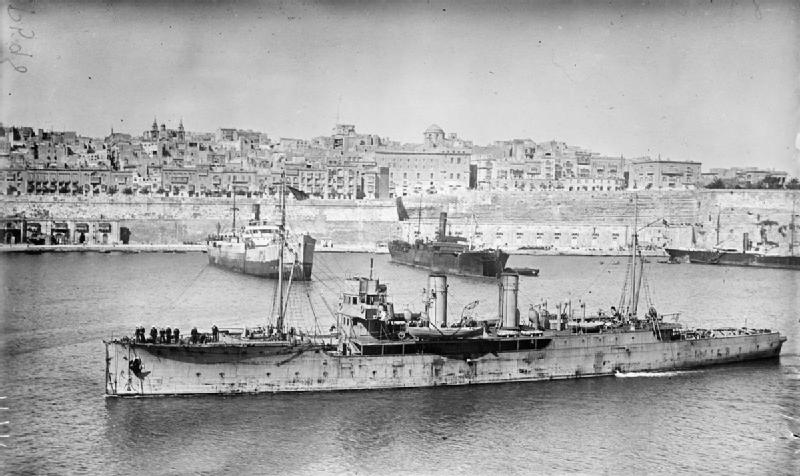
HMS Amaryllis

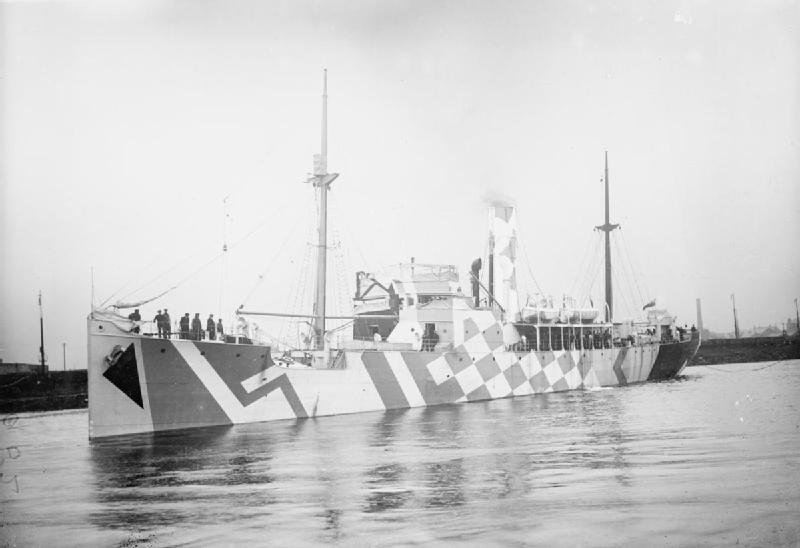
HMS Polyanthus patřící ke třídě Aubretia

Po vypuknutí první světové války britská admiralita zjistila, že potřebuje více víceúčelových lodí využitelných jako minolovky a pro další pomocné role. Společnost DNC navrhla robustní a jednoduchá plavidla vycházející konstrukčně z nákladních lodí, vhodná pro stavbu v civilních loděnicích. První tři skupiny plavidel byly objednány roku 1915. Roku 1915 do služby vstoupilo prvních 24 šalup třídy Acacia a 12 šalup třídy Azalea, lišících se jen silnější výzbrojí. V letech 1915-1916 je doplnilo dalších 36 šalup třídy Arabis s výkonnějším pohonným systémem a dalšími vylepšeními. Dalších osm šalup třídy Arabis bylo navíc postaveno pro francouzské námořnictvo.
Roku 1916 bylo objednáno 12 šalup třídy Aubretia určených pro protiponorkový boj. Bylo přitom rozhodnuto, že šalupy budou mít siluetu podobnou obchodním lodím, aby tak zmátly útočící německé ponorky. Jinak to byly normální ozbrojené válečné lodě (byly však vedeny kódem Q a často opatřeny pod falešnou identitou). Později na ně navázala stavba dalších obdobných 28 lodí třídy Anchusa. Těchto 40 lodí bylo do služby přijato v letech 1916-1918.

## Konstrukce

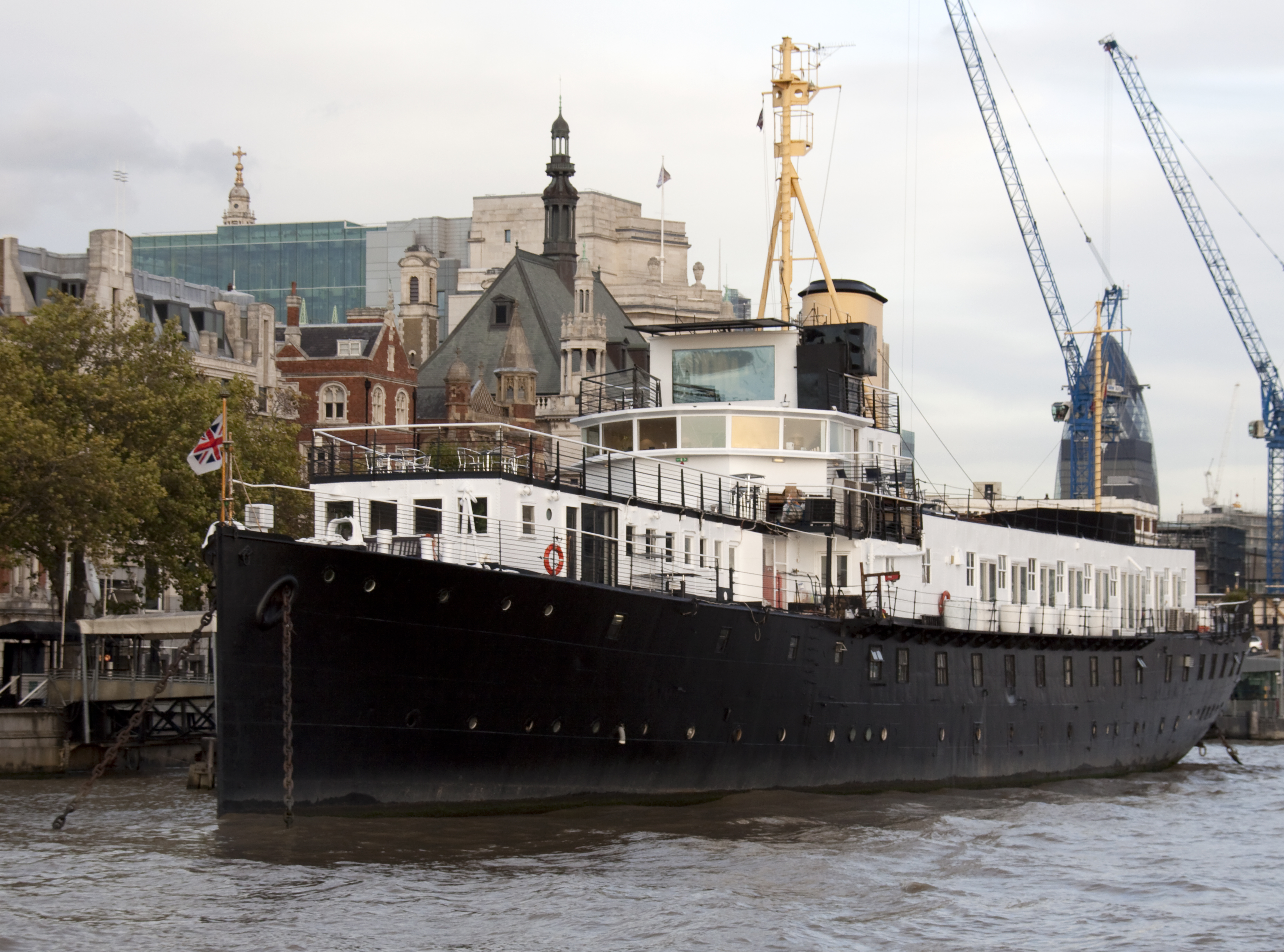
Jedinou dochovanou lodí patřící ke třídě Flower je cvičná loď HMS President (původně Saxifrage třídy Anchusa)

### TřídyAcacia,AzaleaaArabis
Základní výzbroj třídy Acacia tvořily dva 76mm kanóny (třída Azalea nesla dva 102mm kanóny a Arabis dva 120mm kanóny), dva 47mm kanóny a minolovné vybavení. Roku 1917 byly přidány dva vrhače a jedna skluzavka hlubinných pum. Pohonný systém o výkonu 1800 hp tvořily dva kotle a jeden parní stroj s trojnásobnou expanzí, pohánějící dva lodní šrouby. Nejvyšší rychlost dosahovala 16,5 uzlu. Dosah byl 2000 námořních mil při rychlosti 15 uzlů.

### TřídyAubretiaaAnchusa
Protiponorkové šalupy této třídy byly stavěny civilními loděnicemi, přičemž konstrukce plavidel z různých loděnic se mohla lišit. Základní výzbroj třídy Aubretia tvořily dva 102mm kanóny, jeden 47mm kanón (u třídy Anchusa dva 76mm kanóny) a dále dva vrhače a jedna skluzavka hlubinných pum (u třídy Anchusa byly skluzavky dvě). Pohonný systém o výkonu 2500 hp tvořily dva kotle a jeden parní stroj s trojnásobnou expanzí, pohánějící dva lodní šrouby. Nejvyšší rychlost dosahovala 17,5 uzlu. Dosah byl 2000 námořních mil při rychlosti 15 uzlů.

## Služba

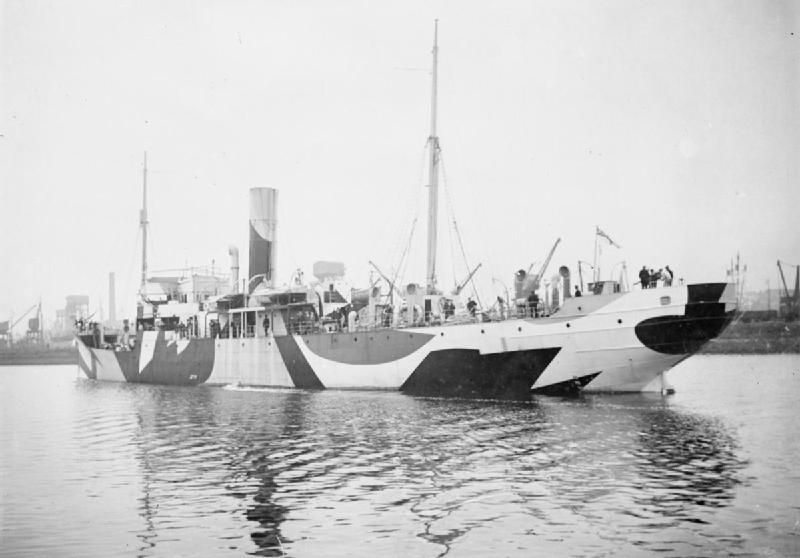
Šalupa HMS Saxifrage (tř. Anchusa) za první světové války

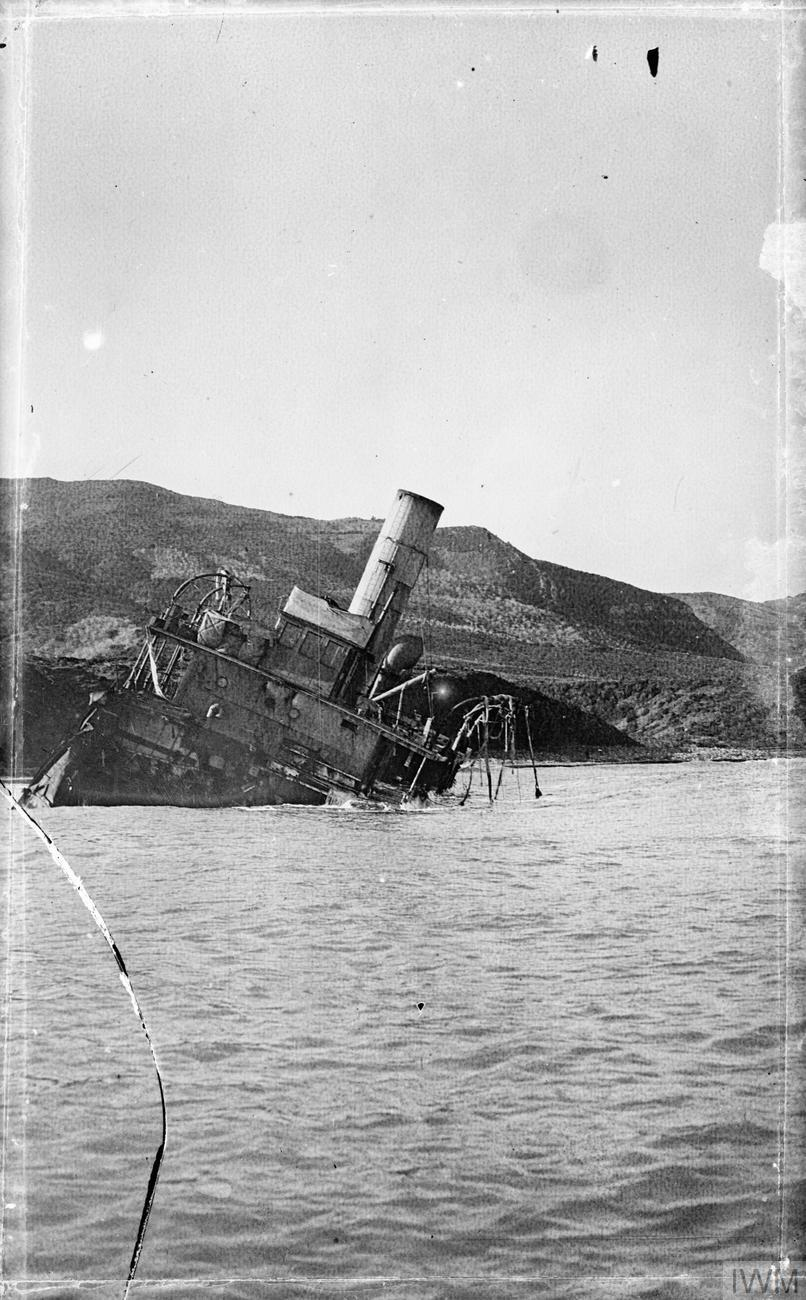
Šalupa HMS Candytuft byla potopena německou ponorkou

Šalupy třídy Flower byly intenzivně nasazeny v první světové válce. Šalupy prvních tří skupin nejprve sloužily k minolovu, ale po zavedení konvojového systému se ukázalo, že jsou vhodné pro eskortní službu, kam také byly od roku 1917 převedeny. Do boje proti ponorkám navíc byly od počátku nasazeny šalupy posledních dvou skupin třídy Flower.
Za první světové války bylo ztraceno celkem 18 plavidel:
- HMS Arabis (tř. Arabis) – dne 10. února 1916 byla poblíž Dogger Banku potopena německými torpédoborci.[3]
- HMS Primula (tř. Arabis) – dne 1. března 1916 byla ve Středomoří potopena německou ponorkou U-35.[3]
- HMS Nasturtium (tř. Arabis) – dne 27. dubna 1916 se poblíž Malty potopila na mině.[3]
- HMS Genista (tř. Arabis) – dne 23. října 1916 byla v Atlantiku potopena německou ponorkou U-57.[3]
- HMS Mignonette (tř. Arabis) – dne 17. března 1917 se poblíž pobřeží Irska potopila na mině.[3]
- HMS Alyssum (tř. Arabis) – dne 18. března 1917 se poblíž pobřeží Irska potopila na mině.[3]
- HMS Tulip (tř. Aubretia) – dne 30. dubna 1917 byla v Atlantiku potopena německou ponorkou U-62.[4]
- HMS Lavender (tř. Acacia) – dne 4. května 1917 byla v Lamašském průlivu ponopena německou ponorkou UC-75.[1]
- HMS Salvia (tř. Aubretia) – dne 2. června 1917 byla poblíž pobřeží Irska torpédována německou ponorkou U-94.[4]
- HMS Aster (tř. Acacia) – dne 4. července 1917 se ve Středomoří potopila na mině.[1]
- HMS Bergamot (tř. Anchusa) – dne 13. srpna 1917 byla v Atlantiku potopena německou ponorkou U-84.[5]
- HMS Begonia(tř. Azalea) – dne 2. října 1917 se poblíž Casablanky potopila po srážce s německou ponorkou U-151.[2]
- HMS Candytuft (tř. Anchusa) – dne 18. listopadu 1917 byla poblíž severní Afriky potopena ponorkou.[5]
- HMS Arbutus (tř. Anchusa) – dne 16. prosince 1917 byla ve Svatojiřském průlivu potopena německou ponorkou UB-65.[5]
- HMS Gaillardia (tř. Aubretia) – dne 22. března 1918 se potopila na mině.[4]
- HMS Cowslip (tř. Anchusa) – dne 25. dubna 1918 byla poblíž mysu Spartel potopena německou ponorkou UB-105.[5]
- HMS Rhododendron (tř. Anchusa) – dne 5. května 1918 byla v Severním moři potopena německou ponorkou U-70.[5]
- HMS Anchusa (tř. Anchusa) – dne 16. července 1918 byla poblíž pobřeží Irska torpédována německou ponorkou U-54.[5]

Část lodí byla později nasazena v rámci protibolševické intervence do ruské občanské války. Ztraceny byly dvě:
- HMS Myrtle (tř. Azalea) – dne 16. července 1919 ve Finském zálivu potopila na mině.[2]
- HMS Gentian (tř. Arabis) – dne 16. července 1919 ve Finském zálivu potopila na mině.[3]

V meziválečné době byla většina plavidel vyřazena a některá z nich prodána zahraničním uživatelům (Belgie, Dánsko, Egypt, Portugalsko). Dvojice přestavěná na výzkumné lodě byla ve službě ještě za druhé světové války. Dále HMS Laburnum (tř. Acacia) v době vypuknutí války sloužila jako stacionární cvičná loď. V únoru 1942 byla potopena při pádu Singapuru.

## Uživatelé

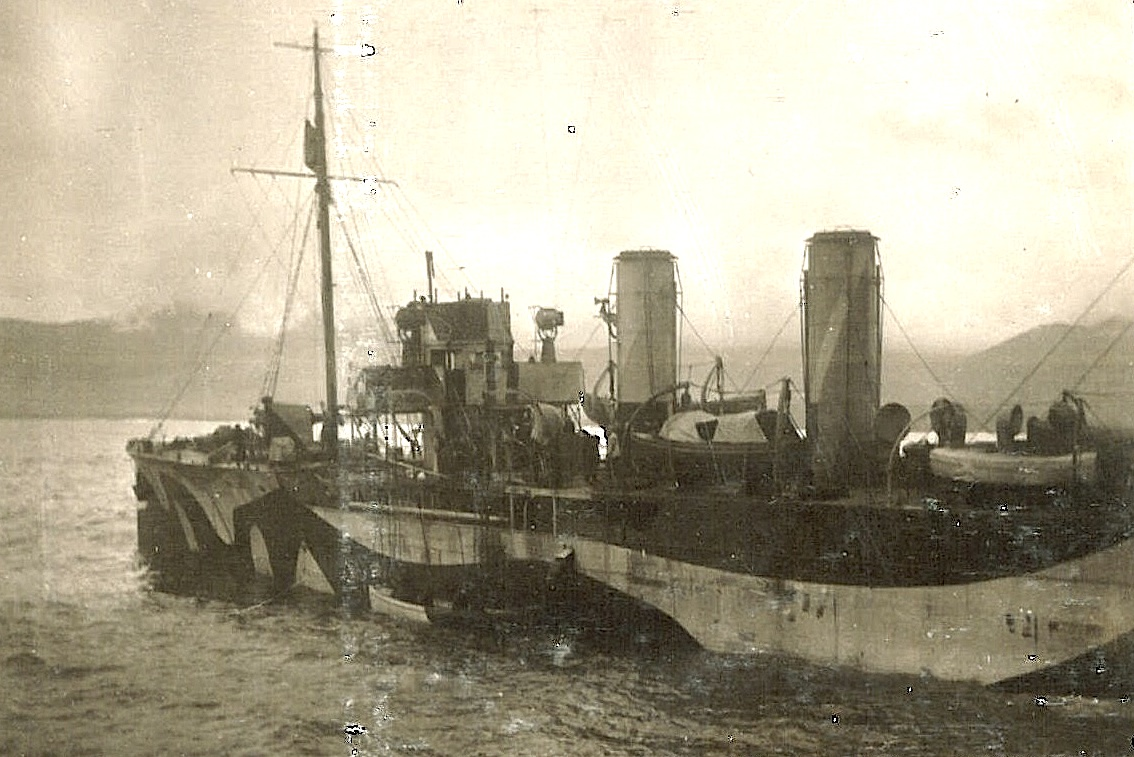
HMS Laburnum

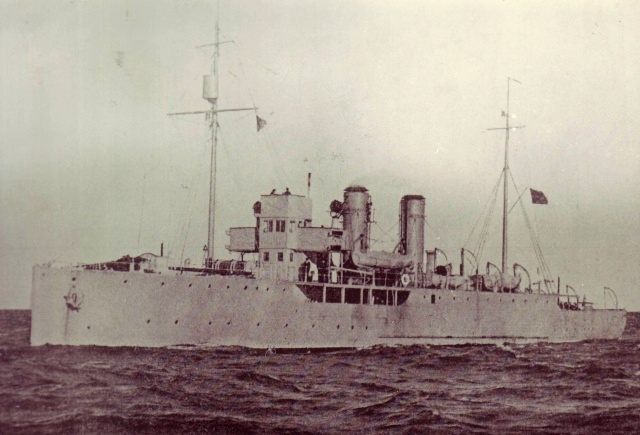
HMS Zinnia

- Belgie – Belgické námořnictvo v dubnu 1920 získalo šalupu Zinnia (třída Azalea).[2]
- Dánsko – Dánské námořnictvo roku 1920 získalo šalupu Fylla (ex Asphodel, třída Arabis).[3]
- Egypt – Egyptské námořnictvo roku 1920 získalo šalupu Syringa (ex Syringa, třída Anchusa).[5]
- Francie – Francouzské námořnictvo v letech 1915–1916 získala osm nových šalup třídy Arabis.[3] Roku 1917 Francie koupila rozestavěnou šalupu Andromede třídy Aubretia.[4]
- Portugalsko – Portugalské námořnictvo roku 1920 získalo šalupy Carvalho Araujo (ex Jonquil, třída Acacia) a Republiaca (ex Gladiolus, třída Arabis).[1][3]